# 水谷啓二 (音楽家)
水谷 啓二（みずたに けいじ、1953年1月10日 - ）は、日本の作詞・作曲家、演奏家(サックス/フルート、ヴォーカル) 、ライヴパフォーマー。愛称は「巨匠」。京都市中京区出身。

## 来歴
- 1953年 - 京都・洛中の古美術商の次男として誕生。同志社香里中学・高校を卒業。高校の吹奏楽部でサックスを吹き始め、友人たちとジャズコンボでの活動も行う。
- 1973年 - 同志社大学在学中に結成したロックバンド「スパニッシュ・ハーレム・ナイト」で、神田商会主催のアマチュアロックバンドコンテスト「A-ROCK」全国大会に出場。日本武道館のステージに立ち、最優秀グランプリを獲得。
- 1977年 - ポップロックグループ「AIRZ」で東芝EMIからデビュー。アルバム「明日への誓い」発表。
- 1978年 - AIRZ脱退後、かまやつひろし＆FLAT OUTに参加する傍ら、サポートミュージシャンとして多くのアーティストの作品・ステージに参加。
- 1980年 - 作詞家としての活動を開始。もんた&ブラザーズに提供したダンシング・オールナイトが、オリコン・シングル・チャートで10週連続第一位を獲得。1980年代(集計期間：1979年12月 - 1989年11月）オリコンチャートシングル売上ランキング第1位。累計売上は200万枚。
- 1980年代以降 - 作詞・作曲家・ライヴパフォーマーとして活動。
- 2010年 - 10名編成のファンクバンドK-FUNKを率いて、日本語によるリズム＆ブルース、ファンクミュージックを追求。東京・横浜・京都・大阪を中心に精力的にライヴ活動を展開し、ベテラン揃いの演奏はもちろん、軽快なトークでも多くのファンを魅了している。
- 2017年 - 水谷啓二レコードデビュー40周年記念ライヴを京都・東京で開催。
- 2019年 - 東京・三軒茶屋にレンタルアートスペース＋カフェ「M et D Galarie | エムエデギャラリー」をオープン。ギャラリーの夜の顔「KG Bar」店主も務める。
- 2023年 - 古希を迎えての記念ライヴ「KEIJI MIZUTANI'S PLATINUM JUBILEE」を東京で開催。

## 楽曲提供

### 作詞
- もんた&ブラザーズ

「ダンシング・オールナイト」
- ちあきなおみ

「愛のために死す」
「百花繚乱」
「嘘は罪」
「ほうずきの町」
- テレサ・テン

「人待ち顔で」
- 岩崎良美

　「春一番を待ちわびて」
- ペドロ&カプリシャス

　「シルキーシルバートレイン」

### 作詞・作曲・編曲
- Rhythm & Blues
- JB Girl
- On Killer Street
- Miko MikoはんDay
- ハマのCha Cha姫

以上、K-Funkオリジナル曲。